# Alfred Benon
Pour les articles homonymes, voir Benon (homonymie).
Alfred Benon, né le 11 juillet 1887 à Saumur et mort le 20 juin 1965 à Limeil-Brévannes, est un sculpteur français.

## Biographie
Élève de Jean-Antoine Injalbert, lauréat de l'Académie des beaux-arts, sociétaire du Salon d'automne, il expose au Salon des indépendants et au Salon des Tuileries puis devient en 1927 vice-président du Salon de la Société nationale des beaux-arts. 
En 1928, il expose à la Salle Alexandre Lefranc à Paris des terres cuites, des bronzes et des plâtres parmi lesquels :
- Fillette au coquillage, terre cuite
- Paroissienne
- Enfant nu, pierre.

Benon, après la Première Guerre mondiale fut aussi célèbre pour ses monuments aux morts.
Il repose près de son épouse Andrée au cimetière de Saint-Martin-de-la-Place.

## Œuvres
- Contemplation, pierre (représente un enfant nu), prix Piot 1920 ;
- Fillette jouant, pierre ;
- Le Rugby, groupe, Salon d'automne 1928 ;
- Joueuse de balle, statuette en plâtre ;
- Joachim du Bellay, 1947, Liré.